# Ukrajna bukaresti nagykövetsége
Ukrajna bukaresti nagykövetsége (ukránul: Посольство України в Румунії, románul: Ambasada Ucrainei la București) Ukrajna azon diplomáciai misszióinak egyike, mely még az ország szovjetizálása előtt, 1918-ban megnyílt. A mai nagykövetség 1992-ben kezdte meg működését Bukarest diplomatanegyedében, a Bulevardul Aviatorilor 24. szám alatt.

## Története
Az első világháború utolsó éveiben Ukrajna próbálta elérni függetlenségét az Orosz Birodalomtól, illetve Szovjet-Oroszországtól, ám a polgárháború éveiben mégis fokozatosan függőségbe került a bolsevik államtól. Ennek ellenére felállt az önálló ukrán Külügyminisztérium, mely megkezdte a diplomáciai hálózat kiépítését. Az akkori struktúra szerint Ukrajnának négy nagykövetsége (Weimari köztársaság, Osztrák–Magyar Monarchia, Oszmán Birodalom, Bulgária), két másodosztályú nagykövetsége (Svájc, Finnország) és két követsége működött, ez utóbbiak közül az egyik Romániában. A misszió első vezetője Vlagyiszlav Daskevics-Gorbackij tábornok volt. A misszió működése időszakában több tárgyalást folytattak az antanttal, de Romániával is Bukovináról és a bolsevikok elleni harc lehetőségeiről is. 1921 novemberére a független Ukrajnáért folytatott harc elbukott, az ország a Szovjetunió részévé vált, önálló külpolitikája megszűnt. A diplomáciai misszió utolsó vezetője, Konstantin (Koszty) Macijevics (Костянтин Андріанович Мацієвич) végül Csehszlovákiába emigrált.
A nagykövetség újranyitására 1992. szeptember 24-én került sor. 2001-ben nyitottak főkonzulátust a bukovinai Szucsávában, ami azonban 2014-ben bezárt. 2006-ban kulturális és információs központ nyílt a bukaresti nagykövetség épületében, 2009. december 18-án pedig megnyílt az Ukrán Kultúra Háza (Casa de Cultură Ucraineană) Temesváron.